# Ачоли језик
Ачоли језик је језик из породице нило-сахарских језика, нилотска грана. Њиме се служи око 45.000 становика народа Ачоли у вилајету Источна Екваторија у Јужном Судану и 1.170.000 становника северне Уганде. Користи латинично писмо.